# Сурб Карапет
Сурб Карапет (Монастир святого Карапета, Монастир святого Іоанна Предтечі, вірм. Մշո Սուրբ Կարապետ վանք, Глакський монастир, Глакаванк, вірм. Գլակավանք) — історичний монастир Вірменської апостольської церкви в Західній Вірменії, на території Туреччини, на північний захід від Муша, в стороні від правого берега річки Мурат, відомий у вірменському фольклорі під назвою «Мшо султан сурб Карапет» (мушський владика святий Карапет) . Монастир був присвячений святому покровителю вірмен Карапету (після прийняття вірменами християнства традиційно ототожнюється з   Іоанном Хрестителем). Існував з IV по XIX століття. Був загальновірменським місцем паломництва . До нього перейшли священні традиції сусіднього язичницького храму у місті Аштішат, де поклонялися язичницькій трійці — богу Ваагну і богиням Анаїт і Астхік . На храмове свято в день Вардавара сюди стікалися паломники не тільки з сусідніх областей, а й з віддалених місць .
Заснований у гаварі Тарон (Туруберан, на захід від озера Ван) Великої Вірменії в IV столітті. Настоятелями монастиря були Зеноб Глак (за його імені монастир називався Глакським або Глакаванк) і Іоан Маміконян . Їм приписується авторство «Історії Тарона» — одного з найбільш суперечливих пам'ятників вірменської середньовічної літератури .
Вірменська апостольська церква вшановує як засновників монастиря преподобних Антона і Кроніда, сподвижників Григорія Просвітителя . Антон і Кронід були кесарійський греками. Згідно «Історії Тарона» за наказом Григорія Просвітителя був зруйнований мідний ідол Гісане . На його місці була побудована церква Святого Карапета, в якій влаштувалися ці два ченці. Померли в 355 році, після сорока років відлюдництва. Їх пам'ять відзначається у п'ятий понеділок після Воздвиження .
Згідно «Історії Тарона» в 584 році до монастиря прибули сім пустельників: Полікарп, Фенай, Сімеон, Іоанн, Єпіфаній, Дімар і Нарцис. Вони тримали піст і харчувалися травами, тому їх називають травоїди. Коли на Тарон напали війська правителя держави Сасанідів Хосрова II Парвіз, монахи покинули обитель, а травоїди відмовилися це зробити і були вбиті персами в 604 році під час нападу на монастир. Їх пам'ять відзначається Вірменською апостольською церквою у п'ятий понеділок після Воздвиження .
Монастир став родинним монастирем Маміконянів, які володіли двома великими областями — Тарон і Тайк .
У 1862 році настоятелем став Мкртич I, згодом католікос всіх вірмен. Тут він заснував семінарію і газету «Арцвік Тароні» («Орел Тарона»). Редактором газети, а потім настоятелем монастиря був Гарегин Срвандзтянц (1840—1892) .
З початком геноциду вірмен у 1915 році вірмени в Сурб Карапет і інших місцях вдалися до стихійної самооборони, але зазнали невдачі через чисельні переваги турецької армії і малої кількості боєприпасів . Монастир було зруйновано. На його місці виникло курдське село Юкарийонгалі (Ченгілі, Çengilli), у провінції Муш .